# Il vecchio motivetto
Il vecchio motivetto (in lingua inglese The Old Tune) è un radiodramma scritto nel 1960 da Samuel Beckett come libero adattamento de La manivelle di Robert Pinget. Il testo fu pubblicato dalle Éditions de Minuit di Parigi in versione bilingue insieme a quello originale nel 1960. La versione italiana, di Camillo Pennati, in Film seguito da Commedie brevi, presso Einaudi nel 1985. La resa in italiano non può riprodurre l'effetto di parlata tipica irlandese che Beckett ha voluto dare ai due personaggi, ribattezzati con cognomi tipici dell'Irlanda. Una versione inglese apparve anche in "Evergreen Review", V, 17, marzo-aprile 1961 e fu ripresa più tardi anche in teatro (in Italia da Carlo Quartucci).
L'opera fu trasmessa dalla BBC per la prima volta il 23 agosto 1960 con la regia di Barbara Bray, con protagonisti Jack MacGowran e Patrick Magee.

## Trama
Due anziani, il benestante Cream e il suonatore ambulante di organetto Gorman chiacchierano del più e del meno, rivelando, tra errori, ricordi, confusione senile, il loro essere disadatti al mondo moderno (rappresentato dal rombo dei motori nel sottofondo).

## Edizioni
- Samuel Beckett, The Old Tune, in Robert Pinget, La Manivelle. Édition bilingue suivi de Lettre mort, Minuit, Paris 1960
- Samuel Beckett, The Old Tune, in Collected Shorter Plays, Faber and Faber, London 1984
- Samuel Beckett, Il vecchio motivetto, trad. di Camillo Pennati, in Film seguito da Commedie brevi'', collana "Nuovi coralli", Einaudi, Torino 1985, pp. 83-102; poi in Teatro completo, collana "Biblioteca della Pléiade", Einaudi-Gallimard, Torino 1994, pp. 235–250